# Instrumento musical electrónico

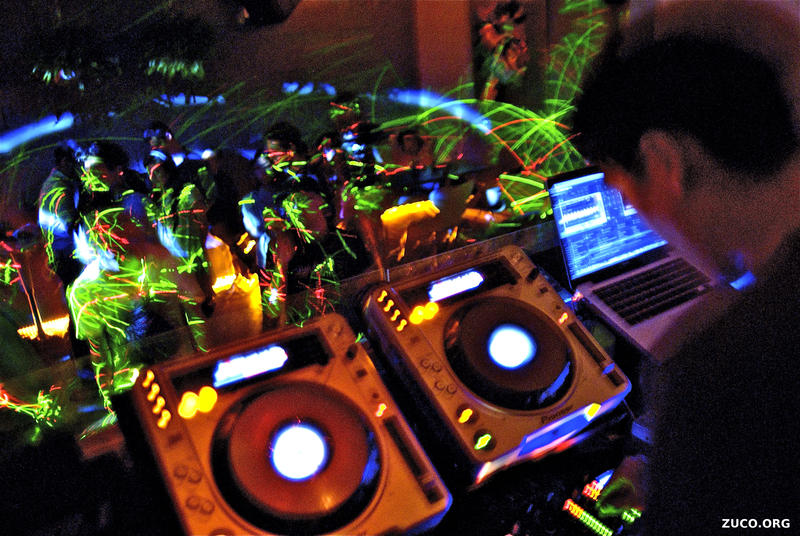
Equipo de música electrónica.

Un instrumento musical electrónico es un instrumento musical que produce sonido mediante circuitos electrónicos. Estos instrumentos suenan gracias a la producción de una señal de audio eléctrica, electrónica o digital que en último término se conecta a un amplificador de potencia que acciona la membrana de un altavoz, creando el sonido que se escucha por parte del intérprete y el oyente.
Un instrumento electrónico puede incluir una interfaz de usuario para el control del sonido, habitualmente mediante el ajuste de la altura tonal, la frecuencia, o la duración de cada una de las notas. Una interfaz de usuario muy utilizada es el teclado musical, que funciona de manera similar al de un piano acústico, excepto por que en un teclado electrónico, el propio teclado no produce ningún sonido. Un teclado electrónico envía una señal a un módulo de síntesis, ordenador u otro generador de sonido electrónico o digital, que es el que produce el sonido. Sin embargo, es cada vez más frecuente la separación entre la interfaz del usuario y las funciones generadoras de sonido en lo que constituye un controlador (dispositivo de entrada) y un sintetizador musical, respectivamente, comunicándose los dos dispositivos a través de un lenguaje de descripción de la ejecución musical tal y como el MIDI o el Open Sound Control.
Todos los instrumentos musicales electrónicos se pueden considerar como subconjuntos de las aplicaciones de procesado de señal de audio. Los instrumentos musicales electrónicos sencillos se conocen a veces como efectos de sonido; la frontera entre los efectos de sonido y los verdaderos instrumentos musicales no es muy clara por lo general.
En la década de 2010, los instrumentos musicales electrónicos se utilizan en la mayor parte de los estilos musicales. Dentro de los estilos de música pop como la música de danza electrónica, casi todos los sonidos instrumentales usados en las grabaciones son instrumentos electrónicos (p.ej. el bajo sintético, el sintetizador o la máquina de ritmos). El desarrollo de nuevos instrumentos musicales electrónicos, controladores y sintetizadores continúa siendo un campo de desarrollo muy activo e interdisciplinar. Se organizan conferencias especializadas, destacando la Conferencia Internacional sobre Nuevas Interfaces para la Expresión Musical, para dar a conocer los últimos trabajos, así como para proveer una plataforma en que puedan darse a conocer los artistas que interpretan o crean música con los nuevos instrumentos musicales electrónicos, controladores y sintetizadores.
Los instrumentos electrófonos son la última familia en integrarse a la clasificación Sachs-Hornbostel, aproximadamente en 1940. 
Los instrumentos mecánico-eléctricos o electromecánicos son los instrumentos musicales que mezclan elementos mecánicos y eléctricos para generar el sonido, como por ejemplo, el Órgano Hammond o Melotrón.

## Primeros ejemplos

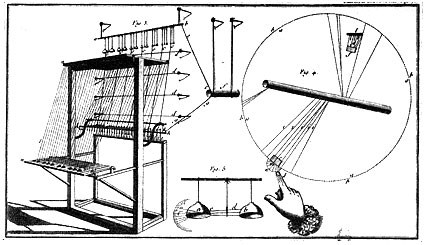
Diagrama del clavecín eléctrico

En el siglo XVIII, los músicos y compositores adaptaron una serie de instrumentos acústicos para explotar la novedad de la electricidad. Así, en el sentido más amplio, el primer instrumento musical electrificado fue el teclado Denis d'or, que data de 1753, seguido poco después por el clavecín eléctrico del francés Jean-Baptiste de Laborde en 1761. El Denis d'or consistía en un instrumento de teclado de más de 700 cuerdas, electrificado temporalmente para mejorar las cualidades sonoras. El clavecín eléctrico era un instrumento de teclado con plectra (púas) activadas eléctricamente. Sin embargo, ninguno de los dos instrumentos utilizaba la electricidad como fuente de sonido.
El primer sintetizador eléctrico fue inventado en 1876 por Elisha Gray. El "Telégrafo Musical" fue un subproducto fortuito de su tecnología telefónica cuando Gray descubrió accidentalmente que podía controlar el sonido a partir de un circuito electromagnético autovibrante y así inventó un oscilador básico. El telégrafo musical utilizaba cañas de acero osciladas por electroimanes y transmitidas por una línea telefónica. Gray también incorporó un sencillo dispositivo de altavoz en modelos posteriores, que consistía en un diafragma que vibraba en un campo magnético.
Un invento importante, que posteriormente tuvo un profundo efecto en la música electrónica, fue el audión en 1906. Se trataba de la primera válvula termoiónica, o tubo de vacío y que condujo a la generación y amplificación de señales eléctricas, a la radiodifusión y a la computación electrónica, entre otras cosas. Otros de los primeros sintetizadores fueron el Telharmonium (1897), el Theremin (1919), el Spharophon de Jörg Mager (1924) y el Partiturophone, el similar Electronde de Taubmann (1933) (1933), las ondas Martenot de Maurice Martenot ("ondas Martenot", 1928), el Trautonium de Trautwein (1930). El Mellertion (1933) utilizaba una escala no estándar, el Dynaphone de Bertrand podía producir octavas y quintas perfectas, mientras que el Emicon era un instrumento americano controlado por teclado construido en 1930 y el Hellertion alemán combinaba cuatro instrumentos para producir acordes. También aparecieron tres instrumentos rusos, el Croix Sonore de Oubouhof (1934), la microtonal de Ivor Darreg 'Oboe de teclado electrónico' (1937) y el sintetizador ANS, construido por el científico ruso Evgeny Murzin de 1937 a 1958. Sólo se construyeron dos modelos de este último y el único ejemplar que se conserva se encuentra actualmente en la Universidad Lomonosov de Moscú. Se ha utilizado en muchas películas rusas -como Solaris'- para producir sonidos inusuales y "cósmicos". Todos los instrumentos anteriores, excepto los de Darreg y Murzin, se describen en P. Scholes, The Oxford Companion to Music, 10th Ed. OUP, p.322</ref>
Hugh Le Caine, John Hanert, Raymond Scott, el compositor Percy Grainger (con Burnett Cross), y otros construyeron una variedad de controladores automatizados de música electrónica durante los últimos años de la década de 1940 y 1950. En 1959 Daphne Oram produjo un novedoso método de síntesis, su técnica "Oramics", accionada por dibujos en una tira de película de 35 mm; se utilizó durante varios años en el BBC Radiophonic Workshop. Este taller también fue responsable del tema de la serie de televisión Doctor Who una pieza, en gran parte creada por Delia Derbyshire, que aseguró más que ninguna otra la popularidad de la música electrónica en el Reino Unido.

### Telharmonium

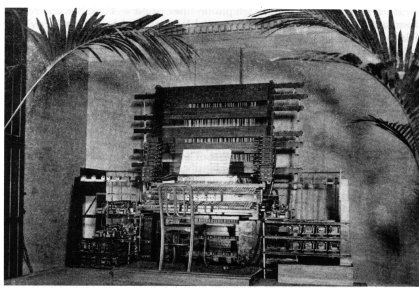
Telharmonium console
by Thaddeus Cahill 1897

En 1897, Thaddeus Cahill patentó un instrumento llamado Telharmonium (o Teleharmonium, también conocido como Dynamaphone). Utilizando rueda tonal para generar sonidos musicales como señales eléctricas por síntesis aditiva, era capaz de producir cualquier combinación de notas y sobretonos, a cualquier nivel dinámico. Esta tecnología se utilizó posteriormente para diseñar el órgano Hammond. Entre 1901 y 1910, Cahill hizo fabricar tres versiones progresivamente más grandes y complejas, la primera de las cuales pesaba siete toneladas y la última superaba las 200 toneladas. La portabilidad sólo se conseguía por ferrocarril y con el uso de treinta vagones. En 1912, el interés del público había decaído y la empresa de Cahill estaba en quiebra.

### Theremin
Otro avance, que despertó el interés de muchos compositores, se produjo en 1919-1920. En Leningrado, Leon Theremin construyó y demostró su Eterófono, que más tarde pasó a llamarse Theremin. Esto dio lugar a las primeras composiciones para instrumentos electrónicos, en contraposición a los ruidosos y a las máquinas reutilizadas.  El Theremin destacó por ser el primer instrumento musical que se tocaba sin tocarlo. En 1929, Joseph Schillinger compuso la Primera Suite Airfónica para Theremin y Orquesta, estrenada con la Orquesta de Cleveland con Leon Theremin como solista. The next year Henry Cowell commissioned Theremin to create the first electronic rhythm machine, called the Rhythmicon. Cowell escribió algunas composiciones para ella, que él y Schillinger estrenaron en 1932.

### Ondes Martenot

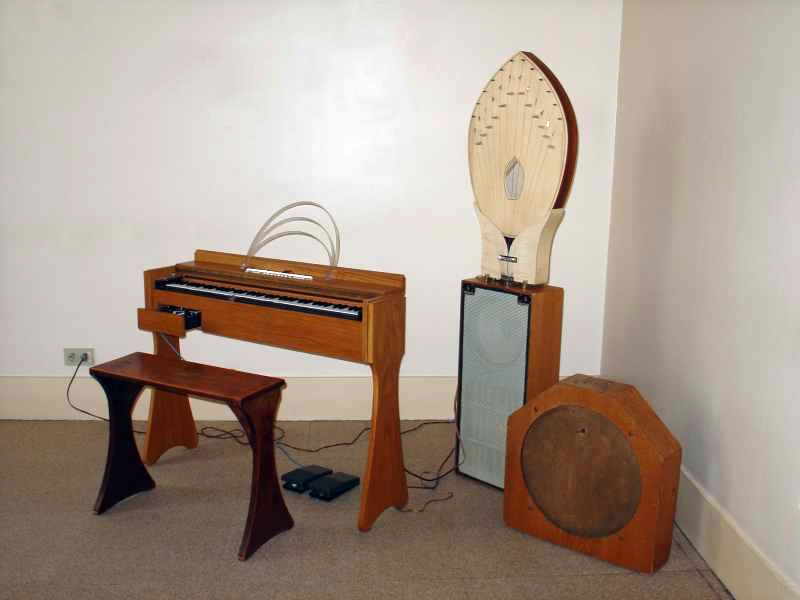
Ondes Martenot (ca.1974,
modelo generación 7)

La década de 1920 ha sido calificada como la cúspide de la Era Mecánica y el amanecer de la Era Eléctrica. En 1922, en París, Darius Milhaud comenzó a experimentar con la "transformación vocal mediante el cambio de velocidad del fonógrafo"  Estos continuaron hasta 1927. Esta década trajo una gran cantidad de instrumentos electrónicos tempranos—junto con el Theremin, está la presentación del Ondes Martenot, que fue diseñado para reproducir los sonidos microtonales encontrados en la música hindú, y el Trautonium.
Maurice Martenot inventó el Ondes Martenot en 1928, y pronto lo demostró en París. Composers using the instrument ultimately include Boulez, Honegger, Jolivet, Koechlin, Messiaen, Milhaud, Tremblay, y Varèse. Radiohead guitarist and multi-instrumentalist Jonny Greenwood also uses it in his compositions and a plethora of Radiohead songs. In 1937, Messiaen wrote Fête des belles eaux for 6 ondes Martenot, and wrote solo parts for it in Trois petites Liturgies de la Présence Divine (1943–44) and the Turangalîla-Symphonie (1946–48/90).

### Trautonium

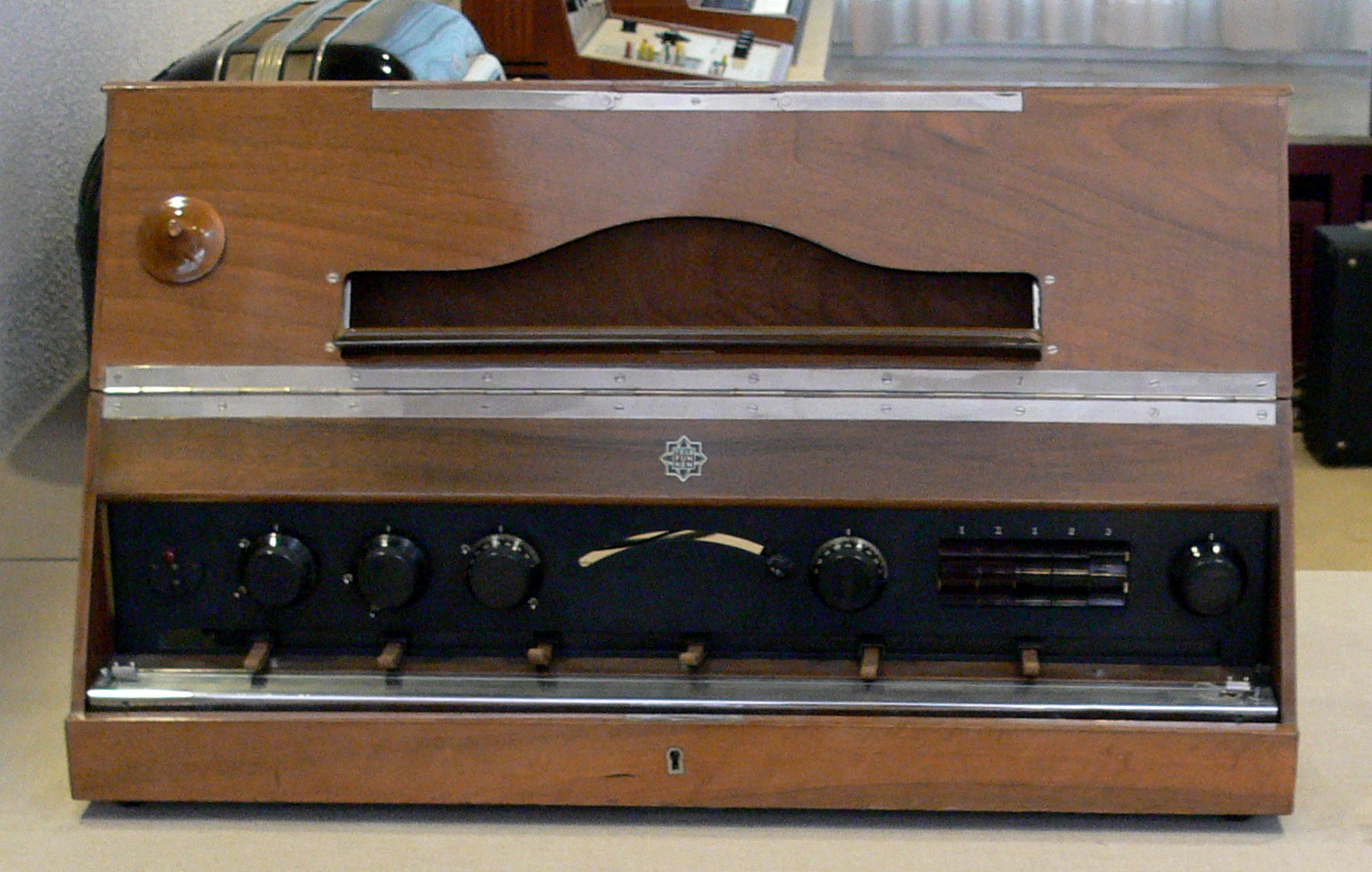
Volks Trautonium (1933, Telefunken Ela T 42)

El Trautonium se inventó en 1928. Se basaba en la escala subarmónica y los sonidos resultantes se utilizaban a menudo para emular sonidos de campana o de gong, como en las producciones de Bayreuth de los años 50 de Parsifal. En 1942, Richard Strauss lo utilizó para la parte de campanas y gongs en el estreno en Dresde de su Música de festival japonesa.  Esta nueva clase de instrumentos, microtonales por naturaleza, fue adoptada lentamente por los compositores al principio, pero a principios de la década de 1930 hubo una explosión de nuevas obras que incorporaban estos y otros instrumentos electrónicos.

### Órgano Hammond y Novachord

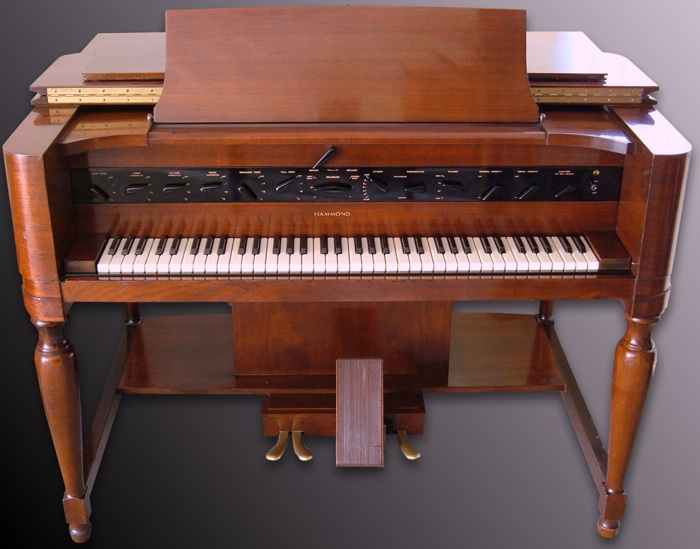
Hammond Novachord (1939)

En 1929 Laurens Hammond creó su empresa para la fabricación de instrumentos electrónicos. Llegó a producir el órgano Hammond, que se basaba en los principios del Telharmonium, junto con otros desarrollos que incluían las primeras unidades de reverberación. El órgano Hammond es un instrumento electromecánico, ya que utilizaba tanto elementos mecánicos como partes electrónicas. Un órgano Hammond utilizaba ruedas tonales metálicas giratorias para producir diferentes sonidos. Una pastilla magnética de diseño similar a las pastillas de una guitarra eléctrica se utiliza para transmitir los tonos de las ruedas tonales a un amplificador y a un recinto de altavoces. Aunque el órgano Hammond se diseñó para ser una alternativa de bajo coste a un órgano de tubos para la música de iglesia, los músicos pronto descubrieron que el Hammond era un instrumento excelente para el blues y el jazz; de hecho, se desarrolló todo un género musical construido en torno a este instrumento, conocido como trío de órganos (normalmente órgano Hammond, batería y un tercer instrumento, ya sea saxofón o guitarra).
El primer sintetizador fabricado de manera comercial fue el Novachord, construido por Hammond Organ Company desde 1938 hasta 1942. Este instrumento  poseía una polifonía de 72 notas utilizando 12 osciladores que operaban  circuitos divisores monosestables, un sistema de control básico de conjunto y filtros pasa bajos resonantes. El instrumento contaba con 163 tubos de vacío y pesaba 250 kg. El uso del control de la envolvente del instrumento es significativo, ya que es quizás la distinción más importante entre el sintetizador moderno y otros instrumentos electrónicos.

## Instrumentos musicales electrónicos modernos
El aumento de la potencia y la disminución del coste de la electrónica generadora de sonido (y especialmente del ordenador personal), junto con la estandarización de los lenguajes de descripción de la interpretación musical MIDI y Open Sound Control, ha facilitado la separación de los instrumentos musicales en controladores y sintetizadores musicales.
El controlador musical más común, es el teclado musical. Otros controladores son el radiodrum, el EWI de Akai y los controladores de viento WX de Yamah, el SynthAxe de tipo guitarra, el html BodySynth], el Buchla Thunder, el Continuum Fingerboard, el Roland Octapad, varios teclados isomórficos incluyendo el Thummer, y el Kaossilator Pro, y kits como el I-CubeX.

### Reactable

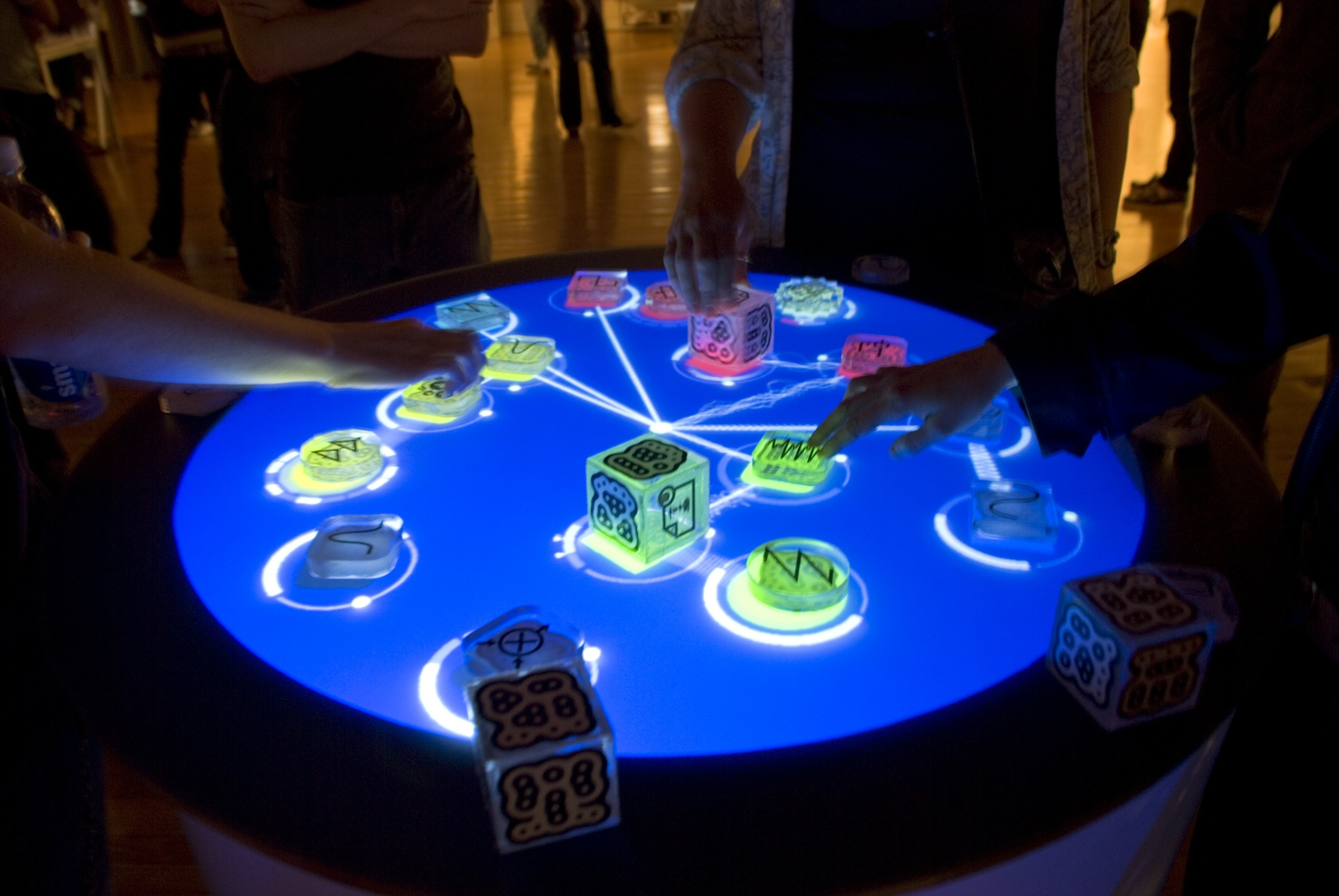
Reactable

La Reactable es una mesa redonda translúcida con una pantalla interactiva retroiluminada. Al colocar y manipular bloques llamados tangibles en la superficie de la mesa, mientras se interactúa con la pantalla visual mediante gestos con los dedos, se acciona un modulador virtual, creando música o efectos sonoros.

### Percussa AudioCubes

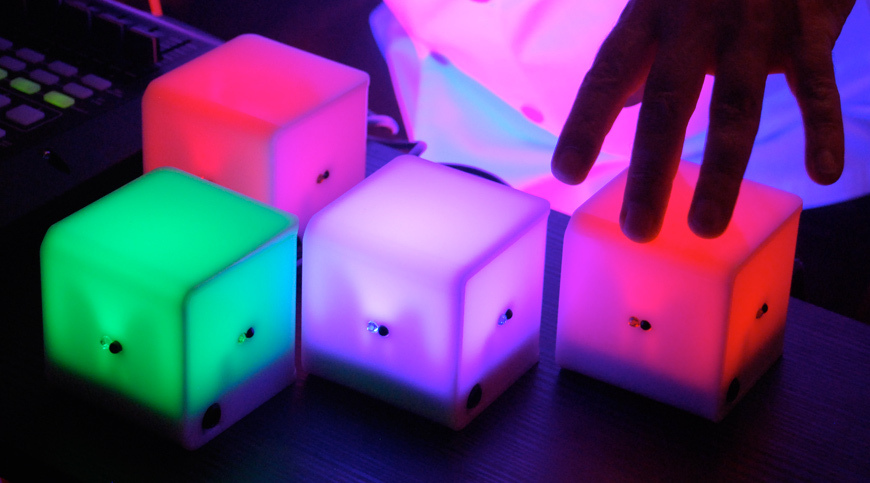
Audiocubes

Los AudioCubes son cubos inalámbricos autónomos alimentados por un sistema informático interno y una batería recargable. Disponen de iluminación RGB interna y son capaces de detectar la ubicación, orientación y distancia de los demás. Los cubos también pueden detectar las distancias de las manos y los dedos del usuario. Mediante la interacción con los cubos, se pueden manejar diversos programas de música y sonido. Los AudioCubes tienen aplicaciones en el diseño de sonido, la producción musical, los DJ y las actuaciones en directo.

### Kaossilator

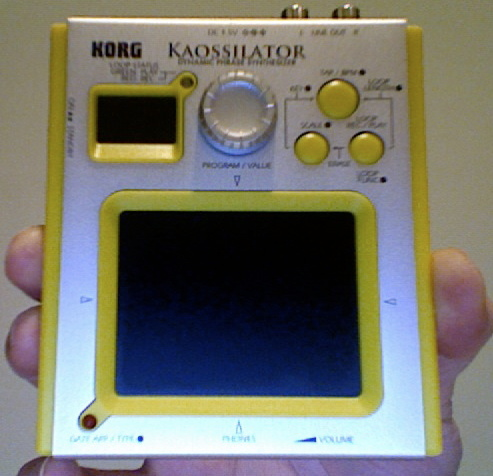
Korg Kaossilator

El Kaossilator y el Kaossilator Pro son instrumentos compactos en los que la posición de un dedo en la almohadilla táctil controla dos características de la nota; normalmente, el tono se cambia con un movimiento de izquierda a derecha y la propiedad tonal, el filtro u otro parámetro cambia con un movimiento de arriba abajo.  La almohadilla táctil puede ajustarse a diferentes escalas musicales y teclas.  El instrumento puede grabar un bucle repetitivo de longitud ajustable, ajustado a cualquier tempo, y se pueden superponer nuevos bucles de sonido sobre los existentes.  Esto se presta a la música electrónica de baile, pero es más limitado para las secuencias controladas de notas, ya que el pad de un Kaossilator normal carece de funciones.

### Eigenharp
El Eigenharp es un gran instrumento parecido a un fagot, con el que se puede interactuar mediante grandes botones, un secuenciador de batería y una boquilla. El procesamiento del sonido se realiza en un ordenador independiente.

### XTH Sense
El XTH Sense es un instrumento portátil que utiliza los sonidos musculares del cuerpo humano (conocidos como mecanomiograma) para crear música y efectos de sonido. Cuando un intérprete se mueve, su cuerpo produce sonidos musculares que son captados por un micrófono con chip que se lleva en el brazo o las piernas. A continuación, los sonidos musculares se muestrean en directo mediante un programa de software específico y una biblioteca de efectos de audio modulares. El intérprete controla los parámetros de muestreo en directo sopesando la fuerza, la velocidad y la articulación del movimiento.

### AlphaSphere
La AlphaSphere es un instrumento esférico que consta de 48 almohadillas táctiles que responden tanto a la presión como al tacto. El software personalizado permite programar indefinidamente los pads de forma individual o por grupos en términos de función, nota y parámetro de presión entre otros muchos ajustes. El concepto principal de la AlphaSphere es aumentar el nivel de expresión disponible para los músicos electrónicos, permitiendo el estilo de interpretación de un instrumento musical.